# Герб Богодухова
Герб Богодухова (укр. Герб Богодухова) — официальный герб города Богодухова, центра Богодуховского района Харьковской области Украины.

## Описание и символика
Утверждён 10 июля 1996 года решением № 900 исполкома Богодуховского городского совета. В серебряном поле на зелёном основании зелёное терновое дерево с лазурными плодами. Щит обрамлён декоративным картушем и увенчан серебряной городской короной с тремя башенками.
В качестве основы для герба был взят герб города 1781 года. Дерево символизировало распространённость тёрна в этом регионе.

## История
Для Богодухова сначала предложен проект с гласной символикой. По замыслу авторов проекта, в гербе должно выступать изображение облака, сквозь которое дует ветер: «Город происхождения имеет от хорошего воздуха, и поэтому жители назвали его Богодуховом». Герб периода Российской империи утверждён 21 сентября 1781 года: «В верхней части щита герб Харьковский: в зелёном поле положенные крестообразно рог изобилия с находящимся в нем плодами и цветами, и Меркуриев жезл. В нижней — терновое дерево с плодами, в серебряном поле, означающее великое изобилие оного».

В 1863 году Борис Кёне разработал проект нового герба города. В серебряном поле — зелёное дерево на зелёной горе. В свободной части — герб Харьковской губернии. Щит увенчан серебряной городской короной с тремя башенками и обрамлён двумя золотыми колосками, овитыми Александровской лентой. Утверждён не был.
- Герб 1781 года
- Проект Б. Кёне, 1863 год